# Blood Bride : Les Noces de sang
Pour plus de détails, voir Fiche technique et Distribution.
Blood Bride : Les Noces de sang (Dark Honeymoon) est un film américain réalisé par David O'Malley en 2008.

## Synopsis
Un homme épouse une femme séduisante au terme d’une liaison brève et passionnée. Mais pendant leur lune de miel, il découvre le terrible secret la concernant, lorsque des morts aussi violentes que mystérieuses se multiplient autour d’eux.

## Fiche technique
- Titre : Blood Bride : Les Noces de sang
- Titre original : Dark Honeymoon
- Réalisateur : David O'Malley
- Scénario : David O'Malley
- Format : Couleurs
- Durée :  89 minutes
- Date de sortie : 22 juillet 2008
- Pays : États-Unis

- Interdit aux moins de 16 ans

## Distribution
- Daryl Hannah : Jan
- Lindy Booth : Kathryn
- Tia Carrere (VF : Frédérique Marlot) : Miranda
- Roy Scheider : Sam
- Eric Roberts : Guy
- Nick Cornish : Paul
- Justin Bowles : Jason
- Jessica Cloud : Karen
- Caker Folley : Vanessa
- Jenna Friedenberg : Rosie
- Steve Hall : Ted Tedwalker
- Christie Hsiao : Kim
- hea Kerry : Steve
- Wes Ramsey : Jay
- Steffanie Sampson : Marleen